# 卡法亞特縣

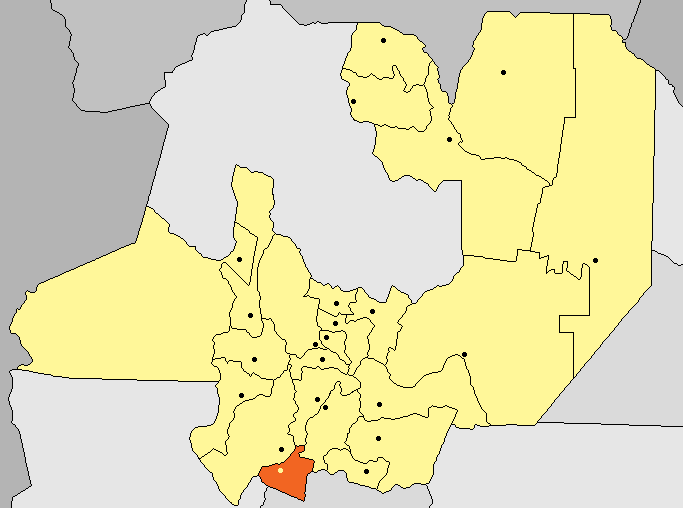

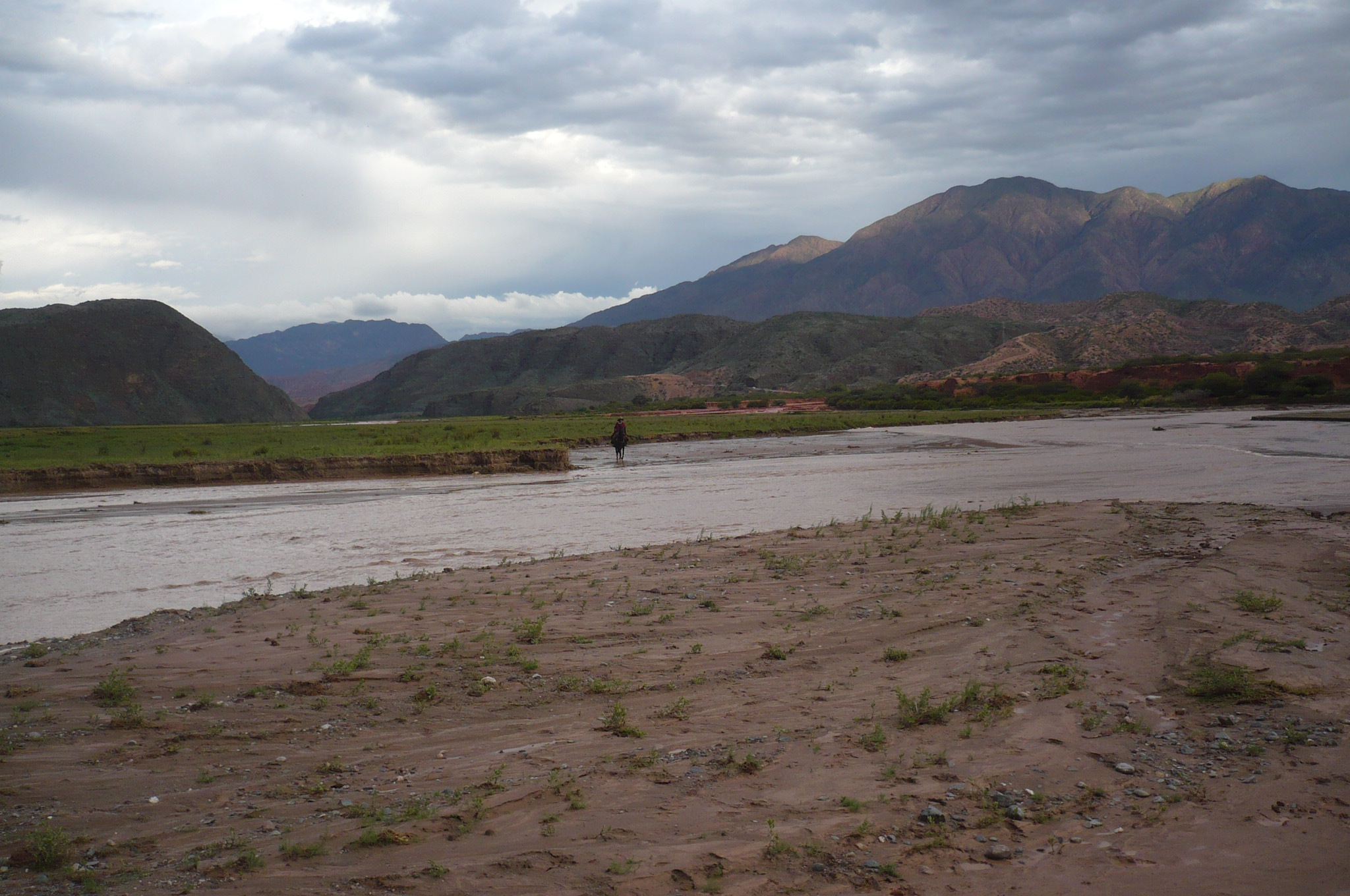

26°4′10″S 65°58′34″W / 26.06944°S 65.97611°W
卡法亞特縣（西班牙語：Departamento de Cafayate），是阿根廷的縣份，位於該國西北面薩爾塔省，首府設於卡法亞特，面積1,570平方公里，該地區的地震活動頻繁和低強度，2010年人口14,850，人口密度每平方公里9.46人。 